# Bitbucket
Bitbucket は、Mercurial（2020年6月1日までのリリース）またはGit（2011年10月以降）リビジョン管理システムを使用するソースコードおよび開発プロジェクト向けに、アトラシアンが運営するWeb ベースのバージョン管理リポジトリホスティングサービスである。商用プランと無料アカウントの両方を提供している。2019年2月現在、プライベートリポジトリを無制限に持てる無料アカウントを提供している (無料アカウントの場合、5 ユーザーまで使用できる)。ユーザーがプライベートリポジトリしか持っていない場合でも、プライベートリポジトリはプロファイルページに表示されず、ウェブサイト上には"このユーザーはリポジトリを持っていません"と表示される。このサービスはDjangoフレームワークを用いてPythonで書かれている。
主にGitを使用するGitHubに似たサービスである。
2008年のブログ記事において、en:Bruce Eckelは Bitbucket はBazaar を使用するLaunchpad にも勝ると比較した。
他のアトラシアンソフトウェア（Jira、HipChat、Confluence、Bamboo 等）と統合的に利用できる。
Bitbucket には、クラウド、Bitbucket Server、Data Center の3つのデプロイメントモデルがある。

## サービス

### Bitbucket Cloud
Bitbucket Cloud（旧称Bitbucket）は、Django Webフレームワークを使用してPythonで記述されている。

### Scope
Bitbucket は主にコードとコードレビューに使用される。Bitbucket は次の機能をサポートしている。
- コードレビューとコメント付きのプルリクエスト[6]
- Bitbucket Pipelines[7]、継続的デリバリーサービス
- 2段階認証[8][9]
- IPホワイトリスト[9]
- マージチェック[10]
- コード検索[11]
- Git Large File Storage (LFS)[12]
- さまざまなMarkdownライクのファイル形式で自動的にレンダリングされたREADMEファイルを含むドキュメンテーション
- イシュー追跡[13]
- Wiki[14]
- Bitbucket Cloud でホストされている静的サイト: bitbucket.io ドメイン/URLの静的ウェブサイト[15]
- アドオンと統合[16]
- あらゆる開発言語でサードパーティアプリケーションを構築できるREST API[17]
- 開発者がコードセグメントまたはファイルを共有できるようにするスニペット[18]
- スマート・ミラーリング[19]

### Bitbucket Server
Bitbucket Server（旧称Stash）は、Javaで記述され、Apache Mavenで構築されたGitサーバとWebインターフェースとを組み合わせた製品である。これにより、ユーザは、コードへの読み取りおよび書き込みのアクセスを制御しながら、基本的なGit操作（GitHubと同様のコードレビューやマージ等）を実行できる。また、他のアトラシアンツールとの統合も提供する。
Bitbucket Server は、オンプレミスで実行するためのライセンスを取得できる商用ソフトウェア製品である。アトラシアンは、特定の基準を満たすオープンソースプロジェクト（非営利、非政府、非学術、非商用、非政治、非宗教の組織）にBitbucket Server を無償で提供している。アカデミックおよび商業顧客の場合、完全なソースコードは開発者ソースライセンスの下で利用できる。

## 料金プラン
Bitbucket Cloud は、2017年の初めに、3階層のユーザ単位: 無料、標準、プレミアムの料金プランに移行すると発表した。無料プランは、無制限のプライベートリポジトリを持つ最大5ユーザまで無料である。標準プランは月額15米ドルからユーザあたり3米ドル、プレミアムプランはユーザーあたり月額6米ドルで、IPホワイトリスト、ミラーリング、マージチェック、2段階認証等の追加の管理機能を備えている。
この料金プランがリリースされるまで、Bitbucket は複数の有料プランを提供しており、リポジトリ所有者は自分のアカウントにより多くのユーザを持つことができた。無料のプライベートリポジトリは5ユーザに制限されている。月額料金の有料プランにアップグレードすると、より多くのユーザがリポジトリにアクセスできるようになる。10ユーザは月額10米ドル（9ユーロ）、25ユーザは月額25米ドル（22.50ユーロ）、50ユーザは月額50米ドル（45ユーロ）、100ユーザで月額100米ドル（90ユーロ）、無制限のユーザで月額200米ドル（月額180ユーロ）。
Bitbucket は無料の公開リポジトリと公開Wikiもホストしている。
無料プランのユーザは、無制限のパブリックリポジトリおよびプライベートリポジトリを持つことができる。パブリックリポジトリ、プライベートリポジトリを編集/読み取りできるユーザの数は5ユーザーに制限されているが、有料プランを選択することで増やすことができるされている。
学生や教師がアカデミックメールアドレスで登録した場合、Bitbucket は無料である。アカデミックユーザは、無制限のアカデミックコラボレーションを利用できる。
Bitbucket は、Open Source Initiativeによって承認されたライセンスに基づいて、プロジェクトのソースコードがダウンロード可能であり、オープンソースプロジェクトが公にアクセス可能なWebサイトを持っている場合、オープンソースライセンスは無料である。

## 歴史
Bitbucket は、以前Jesper Nøhr によって設立されたは独立したベンチャーであった。2010年9月29日に、Bitbucketはベンチャーキャピタルから資金調達をしているアトラシアンに買収された。
アトラシアンに買収されて以来、プライベートプロプライエタリソフトウェアコードを使用して、伝統的にそのサービスをプロの開発者にリリースしてきた。
当初、Mercurial プロジェクトのホスティングサポートのみを提供していたが、2011年10月3日、Gitホスティングのサポートを正式に発表した。
2015年3月、コードスニペットを自分や他の人と共有する方法を提供するスニペットがリリースされた。
2015年9月、アトラシアンはStash 製品の名前をBitbucket Server に変更した
2016年7月、Bitbucket はGit Large File Storage (LFS) のサポートを追加した。
2016年10月、Bitbucket はBitbucket Pipelines をリリースした。これは、ユーザがコードをビルド、テスト、デプロイできるBitbucket UIの継続的デリバリーサービスである。
2017年2月、600万人の開発者と100万のチームに到達したと発表した。
2017年2月、Bitbucket はIPホワイトリストを開始し、ユーザがプライベートコンテンツをIPでブロックできるようにした。
2019年4月、1000万の登録ユーザと2800万を超えるリポジトリに到達したと発表した。
2019年8月、Bitbucket は2020年6月1日にMercurial リポジトリのサポートを終了する計画を発表した。この計画には、Bitbucket API からMercurial のすべてのトレースを削除すること、およびパブリックとプライベートの両方のすべてのMercurial リポジトリをBitbucket から完全に削除することが含まれる。

## ロゴ
バケツのステッカーにある記号は、"Mercury"と表記される水銀および水星の記号であり、BitbucketがMercurialのレポジトリをホスティングしていることに関係している。青いバケツの中身は金属水銀である。